# CATIA
CATIA (Computer Aided Three-dimensional Interactive Application) – zintegrowany system CAD/CAM/FEM. CATIA jest produktem firmy Dassault Systèmes.
CATIA to jeden z najbardziej rozbudowanych i wszechstronnych programów wspomagania prac inżynierskich w zakresie projektowania, tworzenia dokumentacji płaskiej, symulacji metodą elementów skończonych MES oraz programowania obróbki na maszynach numerycznych typu CNC.
Oprogramowanie jest najpowszechniej wykorzystywane w przemyśle samochodowym i lotniczym. Doskonale sprawdza się w projektowaniu wyrobów AGD, form wtryskowych, tłoczników, wykrojników, elementów z blach, tworzyw sztucznych, kompozytów, linii produkcyjnych i wielu innych.
Umożliwia wirtualne sprawdzenie ergonomii projektowanego wyrobu.
Oprócz funkcji CAx oferuje narzędzia PDM/PLM (SmarTeam, Enovia) pozwalające na zarządzenie cyklem życia produktu (tworzeniem, rozwojem, dokumentacją, cyklem życia itd.).

## Zastosowania w przemyśle
CATIA dostarcza zestaw narzędzi do tworzenia powierzchniowej geometrii modelu, jej modyfikacji, analizy najbardziej złożonych kształtów. Jest doskonałym narzędziem dla projektantów. Ma bardzo dobrze rozwinięte narzędzia do projektowania powierzchni klasy A (powierzchnie stylistyczne).

### Przemysł lotniczy
Największym i najstarszym klientem Dassault Systemes jest koncern Boeing, który w 1984 r. wybrał platformę V3 na główne narzędzie projektowe.
Najbardziej znane koncerny wykorzystujące CATIę jako podstawowy system projektowy:
- Airbus
- Lockheed Martin
- Pratt & Whitney Canada
- Sikorsky
- Goodrich Corporation
- Cessna

### Przemysł motoryzacyjny
Przemysł motoryzacyjny swoją specyfiką bardzo wpłynął na rozwój środowisk projektowych CATII. Szerokie i różnorodne wymogi sprawiły, że nie ma dziedziny inżynierii mechanicznej, która nie zostałaby ujęta w modułach CATII.
Wymienianie koncernów wykorzystujących CATIę można ograniczyć do dwóch zdań:
- koncerny OPEL i FIAT wykorzystują konkurencyjne oprogramowanie – Siemens NX (Unigraphics),
- koncern Renault jako pierwszy zastosował całościowo platformę V6 w projektowaniu swoich pojazdów.

### Wersja V5 i V6
W chwili obecnej wiodącą wersją CATII jest platforma V5.
Jest to stabilne i dojrzałe oprogramowanie projektowe. Jest najszerzej wykorzystywanym systemem projektowym w przemyśle motoryzacyjnym.
Platforma na rynku istnieje już przeszło 10 lat.
W 2008 roku, Dassault Systemes zaprezentowało platformę V6.
Od strony użytkowej, V6 jest to połączenie funkcjonalności projektowej CATII V5 i systemu zarządzania cyklem życia produktu – ENOVIA.
Zniknęło menu zapisu i otwierania plików. Całkowicie zmodernizowano format przechowywania danych. Dane zapisywane są w postaci „paczek” zawierających informacje o modelu części i tzw. metadanych. Możliwość zapisu danych na lokalnym komputerze istnieje tylko w formacie 3DXML.
Natywne dane przechowywane są na serwerach bazodanowych, które stanowią zintegrowany system zarządzania dokumentacją.
Dla użytkownika zniknęły pliki CATProd, CATPart i CATDrawing. Dane o dokumentacji technicznej przechowywane są w „pliku” modelu lub złożenia (w rzeczywistości w drzewku historii pojawia się link do „pliku” rysunku).
Bardzo mocno zmodernizowano moduł Assembly Design. Został on podzielony na 2 moduły:
- VPM Physical Editor,
- Assembly Design.

W module VPM buduje się szkielet złożenia przez dodawanie podzłożeń i części. Moduł Assembly Design jak w wersji V5 służy do nadawania relacji między elementami produktu.
Największe zmiany pojawiły się w zakresie relacji geometrycznych. Zniknął pasek Constraints, pojawiła się ikona Engineering Connections, więzy geometryczne pogrupowane są w grupy funkcjonalne, no Cylindrical, Revolute, Rigid. Nowością jest fakt, że więzy nadane w module Assembly Design nie wymagają ponownego definiowania w przypadku pracy z modułami symulacji kinematycznej, czy wytrzymałościowej.
Dodano moduł modelowania bezpośredniego (Live Shape) oraz współpracę za urządzeniami dotykowymi typu tablet.
Pojawił się moduł „CATIA Natural Sketch”: http://www.youtube.com/watch?v=66FoxykeT0w

### Catia 3DExperience
Dassault Systemes przeobraziło platformę V6 w kompleksowy system nazwany 3DExperience.
Oprogramowanie występuje w dwóch wersjach:
- On Cloud – Cała infrastruktura IT pracuje w oparciu o cloud computing Amazon.
- On Premise – Cała infrastruktura IT jest tworzona i zarządzana przez przedsiębiorstwo korzystające z 3DExperience.

Z punktu widzenia użytkownika, oprogramowanie jest mocnym rozwinięciem Cati V6.
Zmieniono całkowicie interfejs programu. Zniknęło klasyczne menu z paskami, które zastąpiono interfejsem wstęgowym.

### Kompatybilność danych między V4/V5/V6
CATIA V6 umożliwia eksport danych do natywnego formatu CATII V5, importuje zaś format danych CATII V4 i V5 w każdej wersji.
Formaty danych pośrednich, które mogą zostać wczytane przez CATIę V6 ograniczają się tylko do IGS i STP.
CATIA jest niekompatybilna z formatem Parasolid.

## Historia
Od początku swojego istnienia system był związany z przemysłem lotniczym. Powstał w 1975 pod nazwą CATI w firmie Dassault Aviation i służył usprawnieniu budowy tunelu powietrznego.
W 1981 roku powstała firma Dassault Systèmes, która miała rozwijać program pod nową nazwą CATIA.
W 1984 firma Boeing Company wybrała system CATIA jako główny system tworzenia projektów 3D i stała się największym klientem Dassault Systèmes.
W 1988 została wydana CATIA V3, która miała pracować na komputerach Unix, a nie jak dotychczas na Mainframe.
W 1990 amerykańska stocznia Marynarki Wojennej General Dynamics' Electric Boat Division wykorzystała CATIA do zaprojektowania okrętów podwodnych typu Virginia.
W 1992 CADAM (Computer Augmented Design And Manufacturing – system CAD stworzony przez Lockheed Corporation) został zakupiony od IBM.
W 1993 została wydana kolejna wersja CATIA CADAM V4.
W 1996 CATIA zaczęła współpracować z systemami AIX, IRIX, HP-UX oraz SunOS.
W 1999 po przejęciu Euclida nastąpił przełom, powstała nowoczesna wersja (CATIA V5) współpracująca z systemami Windows NT i Windows XP od 2001.
W 2008 powstała wersja CATIA V6, która jest kompatybilna z systemami Microsoft Windows, Linux oraz AIX, jednak Dassault Systèmes prowadzi support tylko dla Microsoft Windows. Od tego czasu program rozwijany jest w dwóch liniach.

## Wersje
Wersje programu Catia:
- P1 – najtańsza i najuboższa wersja programu przeznaczona dla małych przedsiębiorstw. Zawiera tylko narzędzia do projektowania bryłowego,
- P2 – droższa i bardziej zaawansowana od wersji P1. Przeznaczona dla większych firm. Zawiera narzędzie do projektowanie bryłowego oraz hybrydowego (modelowanie bryłowe oraz powierzchniowe). Dodatkowo system w tej wersji został wyposażony w moduły badań MES oraz moduł symulacji obróbki ubytkowej,
- P3 – najdroższa i najbardziej zaawansowana wersja programu. Przeznaczona dla wielkich koncernów, zawiera najwięcej i najbardziej wyspecjalizowanych narzędzi.

## Kompatybilność z platformami
CATIA V3 oraz wcześniejsze:
- Komputery typu Mainframe.
- Unix

CATIA V4:
- AIX,
- HP-UX,
- IRIX,
- Solaris,
- Windows NT.

CATIA V5:
- AIX,
- HP-UX,
- Solaris,
- Windows XP.

## Galeria

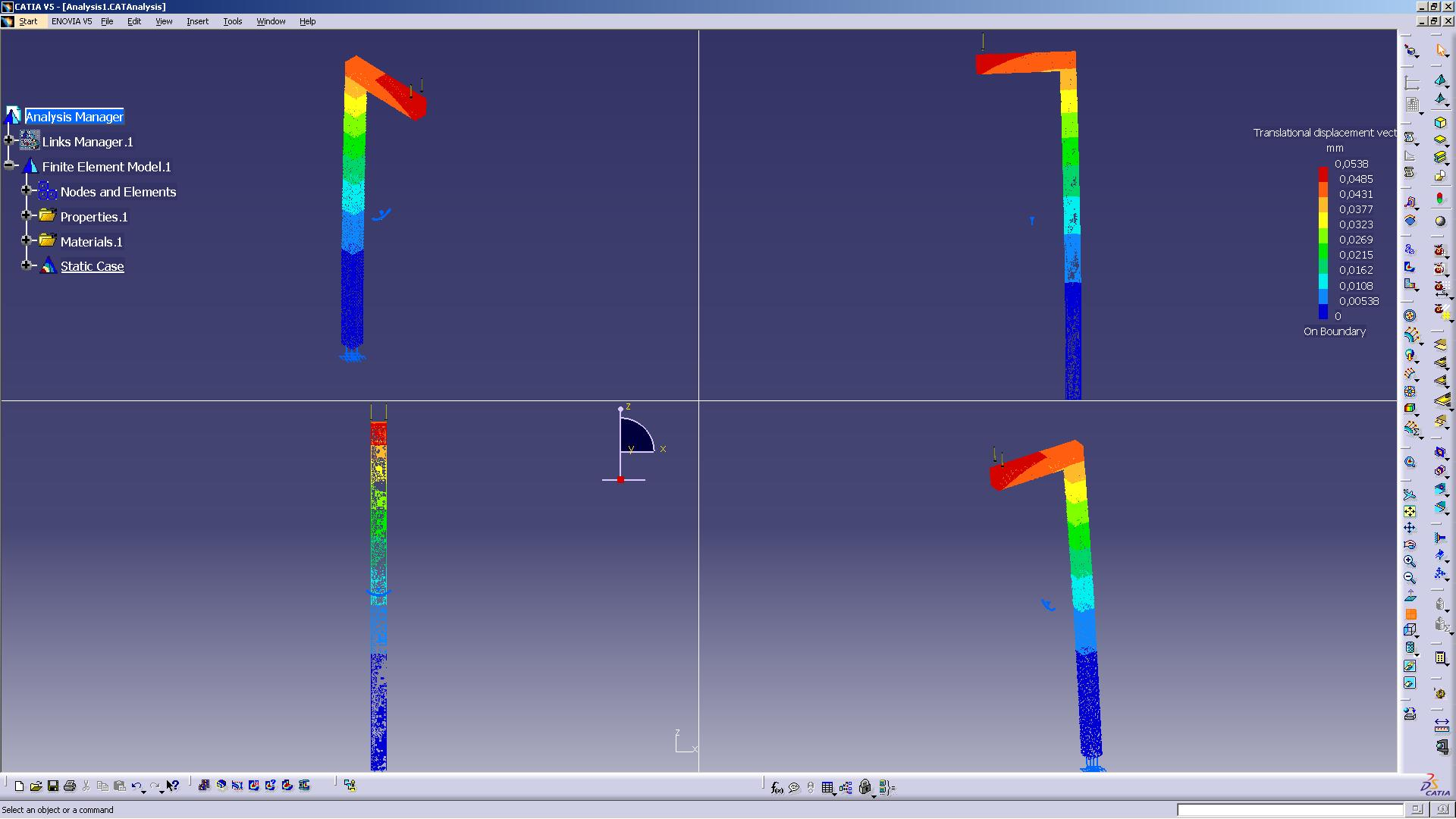
Część poddana obciążeniu w module Genaritive Structural Analysis
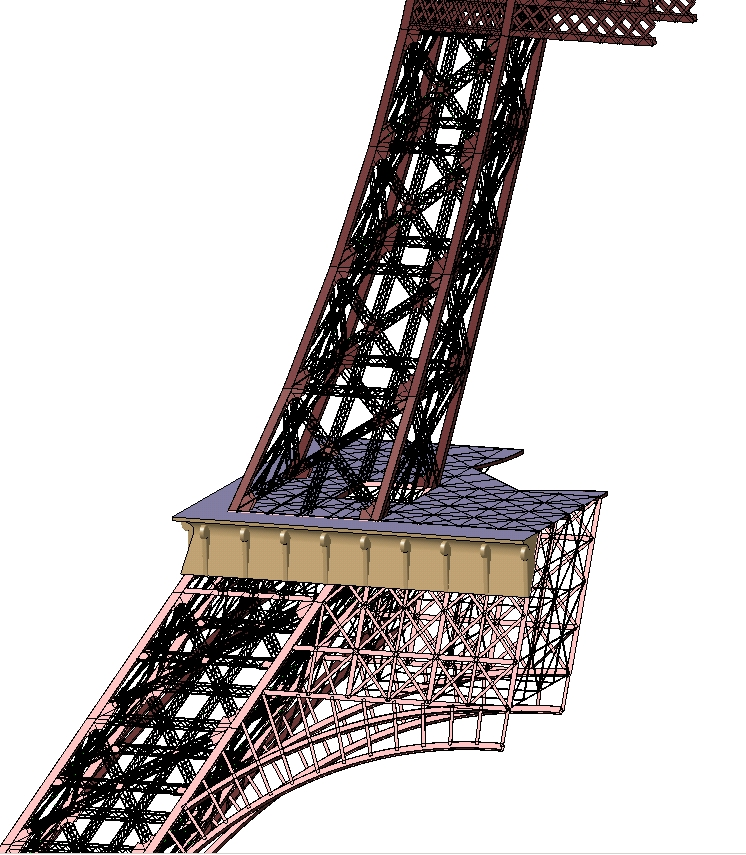
Północna noga Wieży Eiffla
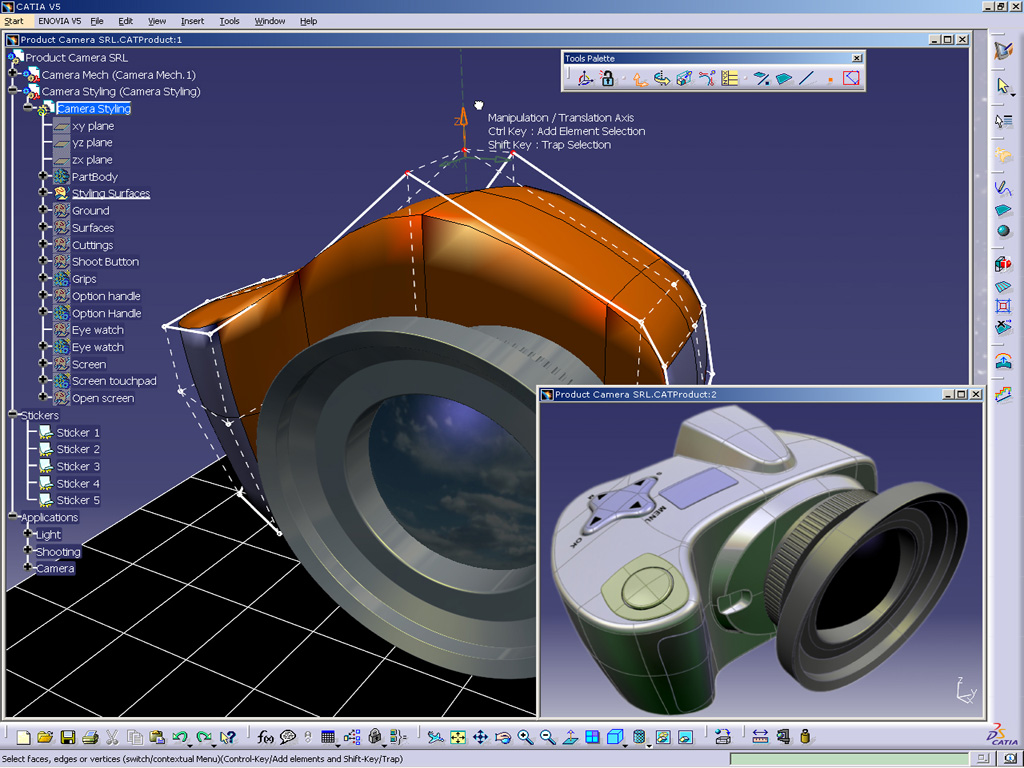
Koncepcyjny produkt
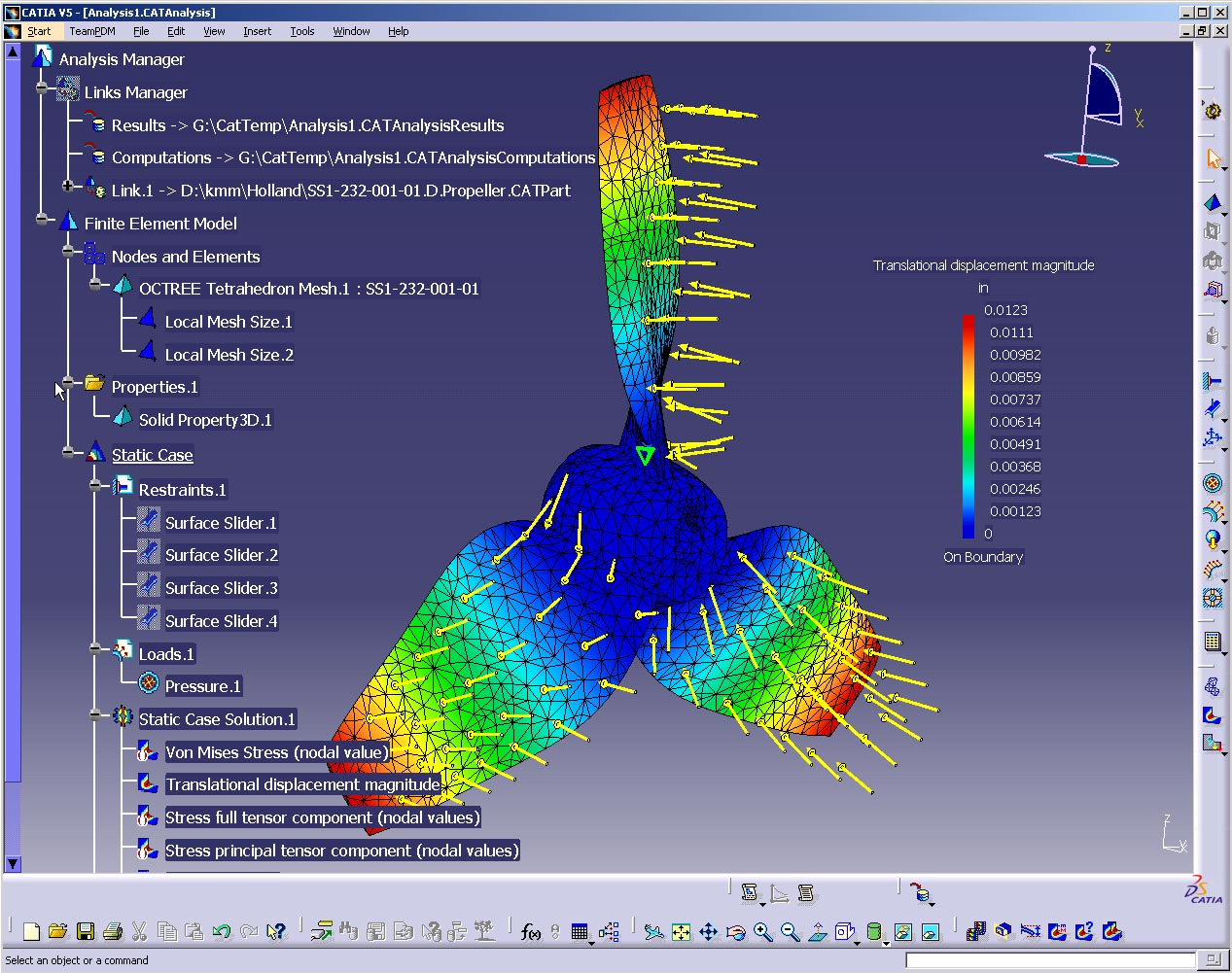
Analiza FEM i Analiza struktury